# Maysel
Maysel ist eine französische Gemeinde mit 214 Einwohnern (Stand: 1. Januar 2022) im Département Oise in der Region Hauts-de-France (bis 2015: Picardie). Maysel gehört zum Arrondissement Senlis und zum Kanton Montataire. 

## Geografie
Maysel liegt etwa 28 Kilometer westnordwestlich von Senlis am Fluss Thérain. Umgeben wird Maysel von den Nachbargemeinden Cires-lès-Mello im Norden und Westen, Mello im Norden, Saint-Vaast-lès-Mello im Nordosten, Cramoisy im Osten, Saint-Leu-d’Esserent im Süden und Südosten sowie Blaincourt-lès-Précy im Süden und Südwesten.

## Bevölkerungsentwicklung
| Jahr                      | 1962 | 1968 | 1975 | 1982 | 1990 | 1999 | 2006 | 2013 |
| Einwohner                 | 177  | 142  | 134  | 223  | 259  | 260  | 271  | 240  |
| Quelle: Cassini und INSEE |      |      |      |      |      |      |      |      |

## Sehenswürdigkeiten

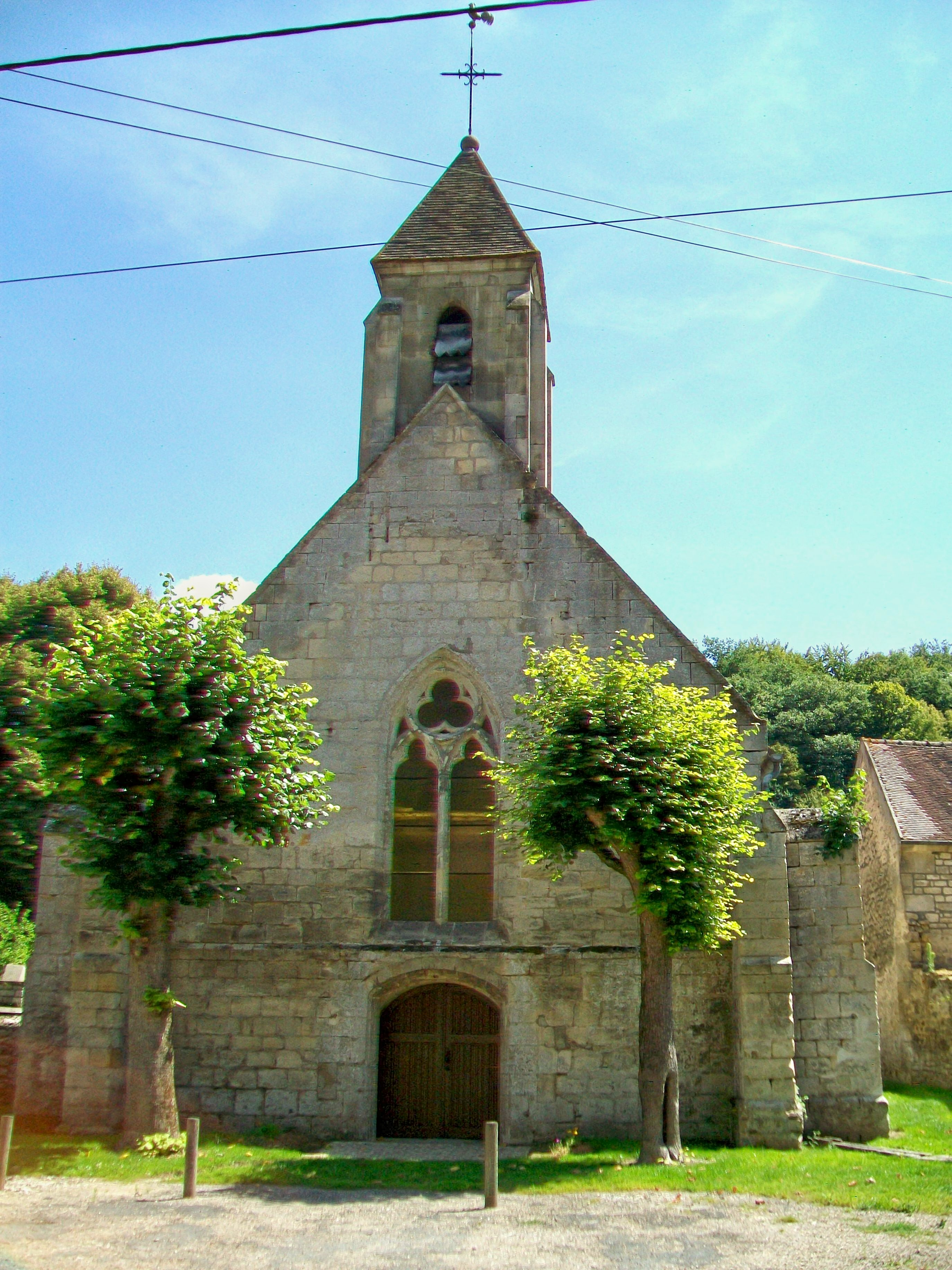
Kirche Saint-Didier

- Kirche Saint-Didier